# María Dueñas (violinista)
María Dueñas Fernández (Granada, 4 de diciembre de 2002) es una violinista y compositora española. En 2021 ganó el primer premio en el Concurso Yehudi Menuhin, en la categoría sénior. Es considerada la violinista española con mayor proyección a nivel internacional, y una de las mayores promesas a nivel mundial de su generación.

## Biografía
María Dueñas Fernández nació en 2002 en Granada, en el seno de una familia en la que aún no habiendo músicos profesionales, alentaron su formación musical desde pequeña asistiendo a múltiples conciertos.

### Estudios musicales
A los 11 años, ganó la convocatoria para estudios en el extranjero de Juventudes Musicales de Madrid y obtuvo la beca Wardwell de la Fundación Humboldt, por lo que se fue a vivir a Alemania y se matriculó en la Universidad Musical de Dresde, gracias al apoyo también de las Industrias Kolmer. Después se trasladó a Viena para continuar su formación artística con el maestro Boris Kuschnir, y se matriculó en la Universidad de Música y Arte Dramático de Viena y en la Universidad de Graz.

### Carrera musical
Dueñas ha sido solista con orquestas europeas y estadounidenses, como la Orquesta Sinfónica de Barcelona y Nacional de Cataluña, la Orquesta Nacional de España, la Orquesta Filarmónica de Luxemburgo, la Orquesta Sinfónica de San Francisco, la Orquesta Sinfónica Nacional de Rusia y la Orquesta Sinfónica de Galicia. Ha interpretado en diversas salas y teatros, como el Musikverein de Viena, la Filarmónica del Elba en Hamburgo, la sala Chaikovsky de Moscú, la Filarmónica de Berlín y el Auditorio Nacional de Música de Madrid, entre otras salas.
En 2017, a los 14 años, ganó en China el primer premio en el Concurso Internacional Mozart de Zhuhai para jóvenes músicos. Al ganar, recibió un premio de 15 000 dólares. La japonesa Miyu Kitsuwa y el chino Chaowen Luo quedaron en segundo y tercer lugar, respectivamente, en la misma categoría, que iba de los 13 a los 16 años. Ese mismo año, Dueñas fue reconocida por la Kronberg Academy de Alemania con el Premio Prinz von Hessen, y obtuvo otros galardones en certámenes internacionales de violín como el Giovanni Musicista y el Luigi Zanuccoli de Italia y el Leonid Kogan de Bruselas.
Fue reconocida también en el concurso internacional Georg Philipp Telemann en Polonia, y, en 2018, ganó el Yankelevitch de Rusia en la categoría sénior. Ese mismo año, se llevó el premio en la Vladimir Spivakov International Violin Competition de Rusia. Con el premio obtuvo un violín de Riccardo Antoniazzi, construido en 1912 y valorado en unos 140 000 dólares. En 2019, participó en el Concurso Internacional de Violín de Montreal.
En 2020, Dueñas ganó el Premio 'El Ojo Crítico' de RNE de Música Clásica. Además, fue nominada a artista del mes por la revista Musical America, la más antigua de Estados Unidos especializada en música clásica.
En enero de 2021, en plena pandemia de COVID-19, participó en el concurso ‘Getting to Carnegie Hall 2021’, llevado a cabo en línea, en el cual ganó el Primer Premio. Para el final, cada intérprete tocó de manera aleatoria algún movimiento de la Sonata n.º4 para violín y piano de Julian Gargiulo. Como ganadora, recibió una compensación de 5000 dólares, así como la posibilidad de tocar en el Carnegie Hall durante la temporada de 2022 y poder interpretar en el festival Island Music Festival de 2022.
En 2021, con 18 años de edad, obtuvo el primer lugar en el Concurso Yehudi Menuhin. Para la ronda final eligió tres obras, Subito de Witold Lutosławski, el segundo movimiento del Concierto para violín n.º 4 de Mozart y el Allegro non troppo de la Sinfonía española de Édouard Lalo. El premio que ganó incluyó una dotación de 20 000 dólares y el préstamo por dos años de un violín Stradivarius. Dueñas también recibió el premio del público.
En septiembre de 2022 firmó un contrato con la discográfica alemana Deutsche Grammophon que, entre otras grabaciones, incluye el Concierto para violín de Beethoven, con la Orquesta Sinfónica de Viena y dirigido por Manfred Honneck. El concierto fue grabado en vivo, el 26 de enero de 2023, en el debut de Dueñas con la Orquesta Sinfónica de Viena en el Musikverein. Durante la interpretación del concierto, Dueñas interpretó cadenzas propias.

### Música de cámara
Tiene un cuarteto de cuerdas llamado Hamamelis Quartett, el cual fue premiado en el Concurso Fidelio de Música de Cámara de Viena.

### Carrera como compositora
Dueñas también es compositora y ha formado el Hamamelis Quartett. El compositor Jordi Cervelló compuso varios caprichos para violín dedicados a Dueñas, que se estrenaron en el Auditorio de Gerona con Evgeny Sinaisky.
La Nippon Music Foundation le cedió un Guarneri del Gesù Muntz 1736 y en 2021 obtuvo el préstamo por dos años de un violín Stradivarius por su éxito en el Zhuhai International Mozart Competition.
Como compositora ha sido galardona en el Concurso de Composición Robert Schumann por su obra para piano Farewell, la cual fue estrenada como un cortometraje.

## Premios y reconocimientos
- 2017 - Primer premio en el Grupo B (nacidos de 2001 a 2004) del Zhuhai International Mozart Competition.[10]
- 2018 - Primer premio en el Vladimir Spivakov International Violin Competition, Rusia.[12]
- 2021 - Primer premio de la ‘2021 Getting to Carnegie Competition.[16]
- 2021 - Primer premio en la categoría Sénior del Concurso Yehudi Menuhin.[8]
- 2021 - Primer premio en el Viktor Tretyakov International Violin Competition.[22]
- 2023 - Premio Princesa de Girona de Artes y Letras.[23][24]
- 2023 - Premio Luitpold del festival Kissinger Sommer.[25]
- 2023 - La revista Forbes la incluyó en su lista de los 100 españoles más creativos en el mundo de los negocios.[26]

## Discografía
- So Klingt die Zukunft! Kammermusikfest der Deutschen Stiftung Musikleben 2018. Pista 2. Ravel - Tzigane. María Dueñas (violín), Kiveli Dörken (piano). Deutsche Stiftung Musikleben, 2018[22]
- María Dueñas. Beethoven and beyond. Wiener Symphoniker, Manfred Honeck, dir. Deutsche Grammophon, 2023[27][28]